# Деканат Краківсько-Криницький
Краківсько-Криницький деканат складається з 15 парафій Перемишльсько-Варшавської архиєпархії греко-католицької церкви в Польщі.

## Парафії
- Парафія Опіки Пресвятої Богородиці в Білянці
- Парафія Вознесіння Господнього в Гладишуві
- Парафія Преображення Господнього в Горлицях
  - Парафіяльний костел — Преображення Господнього
- Парафія Воздвиження Чесного Хреста в Кракові
  - Парафіяльний костел — Воздвиження Чесного Хреста
- Парафія Святих Апостолів Петра і Павла в Криниці-Здруй
  - Парафіяльний костел — Святих Петра і Павла
- Парафія Різдва Пресвятої Богородиці в Лосі
- Парафія св. Параскеви в Новиці
- Парафія св. Влодзімєжа та Ольги в Новому Сончі
  - Парафіяльний костел — св. Дмитро
- Парафія Покрови Матері Божої в Овчарах
- Парафія св. Параскевії в Пентні
- Парафія св. Архангела Михаїла в Прислопі
- Парафія Різдва Пресвятої Богородиці в Розділу
- Парафія св. Дмитра в Снєтниці
  - Парафіяльний костел — св. Дмитро
- Парафія св. Параскеви в Усті Горлицькому
  - Парафіяльний костел — св. Параскева
- Парафія св. Архангела Михаїла у Висовій-Здруї